# Дело Симутенкова
Де́ло Симуте́нкова — юридический процесс «Симутенков против Министерства образования и культуры и Федерации футбола Испании», в рамках которого было пересмотрено существовавшее в европейском футболе правило о разрешённом количестве «легионеров» (граждан других стран) в составе клубных команд.

## Предыстория
Долгое время в УЕФА существовала практика, ограничивавшая число легионеров в заявке на матч. До 1995 года действовало так называемое «правило 3+2», согласно которому одновременно на поле в составе одной команды могло находиться не более трёх иностранцев плюс двое «натурализованных» футболистов — отыгравших в данной стране не менее пяти лет. В 1995 году, в рамках дела Босмана, Европейский суд постановил, что данное правило незаконно, так как противоречит европейским договорённостям о свободном перемещении рабочей силы внутри Евросоюза. Таким образом, футболисты граждане стран из Европейского экономического пространства (все страны, входящие в Евросоюз, а также Исландия, Лихтенштейн и Норвегия) были уравнены в правах и перестали считаться легионерами. Однако в отношении граждан других стран квоты на легионеров продолжали действовать.

## Конфликт
В 2001 году российский футболист Игорь Симутенков выступал за испанский клуб «Тенерифе». В составе команды было также несколько игроков из стран, не входящих в Евросоюз. Поэтому на поле Игорь появлялся не так часто, как бы ему хотелось: действовало правило не больше трёх легионеров на поле. Симутенков решил, что это противоречит подписанному «Соглашению о партнёрстве и сотрудничестве между Российской Федерацией и Европейским Союзом 1994 года», согласно которому недопустима дискриминация российских граждан, законно работающих в любой стране ЕС. В январе 2001 года он обратился в Королевскую федерацию футбола Испании (RFEF) с требованием устранить нарушение его трудовых прав, выдать ему такую же лицензию, как у футболистов из стран ЕС и не включать его в лимит легионеров. Федерация отклонила это требование, но Симутенков решил добиваться справедливости в суде.

## Судебные разбирательства
После того, как 19 января 2001 года Федерация футбола Испании отказала Симутенкову, у него оставался только один путь отстоять свою правоту: обратиться в суд. Центральный суд по административным спорам (Juzgado Central de lo Contencioso Administrativo) 22 октября 2002 года отклонил иск Симутенкова к Федерации, однако Игорь подал апелляцию на это решение в секцию административных споров Национального присутствия (Audiencia Nacional). Данный орган пришёл к мнению, что этот вопрос выходит за рамки его компетенции и должен решаться на европейском уровне. В 2003 году Европейский суд принял дело к рассмотрению под номером C-265/03.

### Позиции сторон
Игорь Симутенков настаивал на том, что имеющаяся у него лицензия игрока из-за пределов Европейского сообщества противоречит «Соглашению о партнёрстве и сотрудничестве между Российской Федерацией и Европейским Союзом», так как не позволяет в полной мере реализовывать его трудовые права из-за действующего лимита на легионеров, утверждённого Федерацией футбола Испании (не более трёх в первом дивизионе и не более двух во втором). Симутенков и поддержавшая его в этом вопросе Комиссия Европейских сообществ считали, что это прямое нарушение Параграфа 1 статьи 23 «Соглашения о партнёрстве…», которая гласит: 
При соблюдении законов, условий и процедур, действующих в каждом государстве-члене, Сообщество и его государства-члены обеспечивают, чтобы режим, предоставляемый российским гражданам, принятым на работу на законных основаниях на территории какого-либо государства-члена, не содержал никакой дискриминации по признаку гражданства в том, что касается условий труда, вознаграждения или увольнения, по сравнению с его собственными гражданами.

Со своей стороны представители Федерации указывали, что слова «При соблюдении законов, условий и процедур…» позволяют стране самой устанавливать правила, в данном случае такой нормой является Генеральный регламент Королевской федерации футбола Испании, согласно которому: 
Команды, участвующие в организуемых на национальном уровне официальных соревнованиях и имеющие профессиональный характер, могут зачислять в свой состав иностранных игроков, не являющихся гражданами Сообщества, количество которых устанавливается в соглашениях, заключаемых с этой целью между RFEF, Национальной лигой профессионального футбола и Ассоциацией испанских футболистов; указанные соглашения также регулируют количество игроков данной категории, которые могут выставляться одновременно. — Параграф 1, статья 176.
Министерство образования и культуры Испании также отмечало, что выдача спортивных лицензий является не условиями труда, а допуском на участие в спортивных соревнованиях.
Некоторую сложность ситуации придавало и то, что согласно европейским нормам тексты договоров на разных языках имеют одинаковую юридическую силу, а пресловутая статья 23 «Соглашения…» допускает различные трактовки в разных языковых версиях: на семи языках (в том числе на русском) отсутствие трудовой дискриминации утверждается прямо и безусловно, а на трёх языках (и в том числе на испанском) данный пункт сформулирован скорее как цель, к которой надо стремиться (государство должно лишь «прилагать усилия»).

### Решение суда
Рассмотрение дела тянулось несколько лет, но 12 апреля 2005 года (Симутенков к тому времени уже давно покинул «Тенерифе») суд всё-таки вынес решение, которое установило, что испанские правила профессионального футбола противоречат параграфу 1 статьи 23 «Соглашения о партнёрстве и сотрудничестве между Российской Федерацией и Европейским Союзом»:
Параграф 1 статьи 23 Соглашения о партнёрстве, учреждающего партнерство между Российской Федерацией, с одной стороны, и Европейскими сообществами и их государствами-членами, с другой стороны, подписанного в Корфу 24 июня 1994 г. и одобренного от имени Сообществ Решением 97/800/ЕОУС, ЕС, Евратом Совета и Комиссии от 30 октября 1997 г., должен быть истолкован в том смысле, что он препятствует применению к профессиональному спортсмену, имеющему российское гражданство, принятому на работу на законных основаниях клубом, учреждённым в каком-либо государстве-члене, правила, установленного спортивной федерацией того же государства, согласно которому на соревнованиях, организуемых на национальном уровне, клубам разрешается выставлять только ограниченное количество игроков из третьих государств, не являющихся сторонами Соглашения о Европейском экономическом пространстве.
 Таким образом, Симутенков полностью выиграл разбирательство, а российские футболисты перестали попадать в европейском футболе под понятие «легионер».

## Последствия
Как и дело Босмана несколькими годами ранее, дело Симутенкова имело значительное влияние на всю трансферную ситуацию в европейском футболе. Дело в том, что договоры, подобные «Соглашению о партнерстве и сотрудничестве между Российской Федерацией и Европейским Союзом», действуют и в отношении многих других стран. Так, например, «Соглашение о партнёрстве между Европейским союзом и Группой стран Африканского, Карибского и Тихоокеанского регионов (АКТ) от 2000 года» подписано 79-ю неевропейскими странами и содержит пункт, близкий к статье 23 соглашения с Россией. Подобные договоры подписаны Евросоюзом и с рядом других стран. По сути, после решения по делу Симутенкова понятие «легионер» в Евросоюзе потеряло практический смысл. И хотя некоторые национальные федерации всё ещё пытаются как-либо ограничить «иностранцев», обойти эти ограничения стало легче. Теперь, в основном, устанавливают минимальное количество «доморощенных» игроков (проведших в клубе не менее трёх сезонов в возрасте от 15 лет до 21 года, независимо от гражданства), а не количество привлечённых извне.